# Bismarck (1939)
«Бі́смарк» (нім. Bismarck) — лінкор німецьких військово-морських сил Третього Рейху, один із найпотужніших та найвідоміших військових кораблів Другої світової війни. Перший корабель класу «Бісмарк», названий на честь німецького канцлера Отто фон Бісмарка. Побудований на корабельні Блом & Фосс у лютому 1939 р.
Відомий своїм одиночним походом через Північну Атлантику, під час якого він підбив кілька британських кораблів, в тому числі потопив гордість тогочасного британського флоту — лінійний крейсер «Гуд» у Данській протоці в травні 1941 р. За персональним наказом Вінстона Черчилля на «Бісмарк» влаштували полювання найкращих сил британського флоту: його потопили 27 травня 1941 р. в Атлантичному океані.

## Передісторія
Тип «Бісмарк» спочатку створювався як спадкоємець «кишенькових лінкорів» і переважно призначався для ведення рейдерських операцій проти торгових кораблів. Так, обсяг паливного резерву Bismarck швидше характерний для тихоокеанських лінкорів, а показана на випробуваннях у Балтійському морі швидкість в 30,1 вузла була одним з кращих у світі показників для таких кораблів. Після спуску на воду другого французького лінкора типу «Дюнкерк» проєкт був змінений у бік подальшого збільшення розмірів. «Бісмарк» був першим після Першої світової війни повноцінним лінкором німецького флоту: озброєння, що включало вісім 380-мм гармат SKC-34 в чотирьох баштах, дозволяло йому на рівних протистояти будь-якому лінійному кораблю.

### Проєктування
На початку 1934 року в Управлінні Кораблебудування Імперського Морського відомства розпочали розроблення проєкту нового лінкора типу «F». Головний калібр спочатку передбачався 406 мм, але пізніше був знижений до 330 мм. Нові кораблі повинні ходити не менше 33 вузлів при форсуванні механізмів і 30 вузлів в довгостроковому режимі. Головну енергетичну установку передбачалося розділити на 3 автономні установки, кожна з яких включала б 1 турбогенератор і 2 котли в роздільних приміщеннях. Відповідно передбачалося і 3 гвинти. Для отримання досить ефективного вогню було необхідно прийняти калібр не менше 380 мм, що давало мінімальну водотоннажність готових кораблів 39 000 тонн і ніяк не потрапляло в рамки обмеження (35 000 тонн). Для приховування цих даних було секретне розпорядження у всіх документах вказувати стандартну водотоннажність 35 000 тонн. У травні 1935 року остаточно вирішили питання про силову установку й озброєння корабля: 4 двогарматні вежі головного 380-мм калібру. Середній калібр обраний 150 мм, зенітна артилерія дальньої дії — 105 мм, ближньої дії — 37 мм (зенітні автоматичні гармати). При обраній товщині броня могла витримувати пряме влучання снаряда калібру 380 мм з відстані 20—30 км і вибух торпеди з масою заряду 250 кг в тротиловому еквіваленті.

### Будівництво
Кіль «Бісмарка» був закладений на корабельні фірми Blohm & Voss в Гамбурзі 1 липня 1936 року. Корабель зійшов зі стапелів 14 лютого 1939 року в день Святого Валентина. При спуску на воду були присутні канцлер Адольф Гітлер і внучка князя Бісмарка Доротея фон Левенфельд, які за традицією «охрестили» корабель пляшкою шампанського. 24 серпня 1940 року лінкор був зданий під командування капітана-цур-зее Ернста Ліндеманна. Установка устаткування і випробування тривали до весни 1941 року.

## Характеристики

### Корпус
Для конструкцій завтовшки 20 мм і більше використовувалася сталь високої міцності марки Schiffbaustahl 52 або St.52, для елементів меншої товщини і, як правило, складної форми застосовувалася м'якша St.45, суднобудівна м'яка сталь N-52.КМ. Корпус лінкора на 90 % передбачався звареним, клепаними залишалися лише деякі, найвідповідальніші вузли конструкції. По висоті корпус поділявся на 7 палуб, з яких суцільними були тільки 3: верхня, середня і броньова. 4 інших були розташовані нижче броньової і по-суті були платформами. Середня висота міжпалубного простору — 2,40 м.

### Бронювання
Загальна маса броні «Бісмарка» становила 18 700 метричних тонн або 40 % проєктної бойової водотоннажності. Тільки японський лінкор IJN Yamato перевершував німецький корабель за сумарною масою бронювання, але при цьому істотно поступався відсотковим відношенням до водотоннажності — всього 33,2 %. Усі броньові матеріали для важких надводних кораблів Крігсмаріне виготовлялися заводами концерну «Крупп».
Основним матеріалом для виготовлення товстих броньових плит «Бісмарка» була сталь КС (Krupp Cementiert) — поверхнево-укріплена (цементована). Спеціально для «Бісмарка» були розроблені спеціальні види броньових сталей сімейства Wotan, що одержали назви Wh (Wotan hart), Wsh (Wotan starrheit) і Ww (Wotan weich) — відповідно важка, підвищеної твердості і легка гомогенна броня, а також St 52 (сталь 52).
Товщина броні:
- броня борту — цитадель 356 мм, ніс і корма 150 мм;
- броня палуб — верхньої палуби 50 мм, головної 100 мм (скоси 120 мм);
- барбет — башт ГК 350 мм, веж СК 150 мм;
- бойова рубка — 400 мм.

### Енергетична установка і ходові якості
Складалася з 12 котлів Вагнера (робочий тиск 58 кг/см² (максимально допустимий 68 кг/см²), робоча температура 475° С) і 3 турбозубчатих агрегатів Blohm und Voss по 46 000 к.с. і 250 об/хв, що давало загальну потужність силової установки 138 000 кінських сил. Корабель приводився в рух трилопатевими гвинтами зі спеціальної марганцевої бронзи. На випробуваннях при водотоннажності 41 700 т «Бісмарк» показав середню тривалу швидкість 30,12 вузла при потужності машин 150 170 к.с. і 265 об/хв. Максимальна місткість паливних цистерн «Бісмарка» — 7900 м³. При цьому дальність плавання «Бісмарка» становила 8410 миль 15-вузловим ходом або 3740 миль 30-вузловим.

### Екіпаж і населеність

Герб екіпажу «Бісмарка».

Штатний екіпаж корабля налічував 2065 чоловік, з них 103 офіцерів і молодших офіцерів, 1962 старшин і матросів. Весь екіпаж поділявся на 12 команд по 180—122 людини в кожній. Команди розподіляючись таким чином:
- команди I—IV — персонал гармат головного і середнього калібрів;
- команди V—VI — персонал гармат зенітних калібрів, а також персонал бойових льохів і пристроїв подачі снарядів;
- команда VII — господарські служби корабля: теслі, кухарі, кравці, писарі, квартирмейстери, палубні матроси тощо;
- команда VIII — персонал, який відповідав за справність артилерійських механізмів (артилерійські механіки);
- команда IX — персонал, який обслуговував радіотехнічні пристрої (оператори, радисти, локаторники, акустики), а також служба сигналізації (сигнальники, прожектористи) і управління (кермові);
- команди X—XII — персонал головної енергетичної установки корабля і енергосистем.

Екіпаж лінкора «Бісмарк» був дуже молодим — середній вік становив приблизно 22 років. Перед початком операції «Райнюбунг», приблизно в середині травня 1941 року, на «Бісмарк» були додаткові 156 осіб, з яких 65 осіб становили штаб адмірала Гюнтера Лютьєнса, а решта були робітниками з верфі, курсантами тощо. Загалом при виході на операцію з Данцига 18 травня на кораблі були 2 221 особа.
На лінкорі були 4 камбузи: 2 матроських, унтерофіцерський і офіцерський. Для нижчих чинів передбачено 2 їдальні — носова і кормова у відсіку на батарейній палубі. Кожну з них обслуговував штат з 6—8 коків і рознощиків. Для харчування унтерофіцерів була відгороджена частина кожної матроської їдальні. Офіцерський камбуз і кают-компанії розташовувалися в надбудовах. У двох відсіках знаходились спеціальні вигороджені місця для пива, яке зберігалося в 50-літрових бочках (всього до 1000 бочок), проте в обов'язковий раціон не входило, а продавалося по 30 пфенігів за півлітровий кухоль в корабельних буфетах разом з шоколадом, сигаретами та іншими товарами. Перед виходом в останній похід на «Бісмарк» завантажили 500 свинячих і 300 яловичих туш, а загального запасу провізії, за оцінками, вистачило б, щоб прогодувати протягом одного дня місто з населенням в 250 000 чоловік.

### Озброєння

#### Головний калібр
Головна артилерія «Бісмарка» з калібром 380 мм була обрана за аналогією з гарматою SK.C/13 лінкорів типу «Баварія», також калібру 380 мм. Нові гармати для лінкора «Бісмарк» були виготовлені заводами «Маузер» і пройшли випробування вже під час будівництва корабля, після чого вони були прийняті на озброєння під кодом 38-см SK.C/34. Корабель мав 8 гармат, встановлених у 4 вежах (моделі Drh LC/34) в носі і кормі. Вежі були позначені по сигнальному коду ВМФ, починаючи з носа: Anton, Bruno, Cesar і Dora. Характеристики 380-мм баштової установки Drh LC/34
- Швидкість вертикального наведення, град. / С ………….. 5.4
- Швидкість горизонтального наведення, град. / С ………… 6
- Дальність стрільби, м ………………………… 35 550
- Дальність стрільби з креном 10 °
- На невигідний борт, м ………………………. 27 200
- Цикл стрільби, з …………………………………. 26

#### Допоміжна/зенітна артилерія
Артилерія допоміжного калібру складалася з 12 гармат 150 мм SKC/28, розміщених попарно в баштах. Над вибором допоміжної артилерії довго думати не довелося: взяли звичайний для тих часів середній калібр. За конструкцією гармати виконали з вертикальним клиновим затвором.
Кожна вежа на правому борту мала своє позначення: «правобортова I», «правобортова II» і «правобортова III» (рахуючи від носа). Аналогічно позначено й вежі лівого борту. Барбет правобортних і лівобортних веж I і III спиралися на палубу цитаделі, а барбет веж II — на скоси броньової палуби. Кути повороту веж допоміжного калібру в горизонтальній площині були обмежені, внаслідок близького розташування їх до надбудов.

##### Зенітна артилерія дальньої дії
Все зенітні гармати дальньої дії розміщувалися на носовій і кормовій надбудовах.
16 гармат 105 мм SKC/33 встановлювалися на кораблі в два етапи. Дві перших установки були змонтовані на носовій надбудові ще в червні-липні 1940 року, коли корабель перебував на корабельні Blohm und Voss в Гамбурзі. Гармати монтувалися на спареному лафеті порівняно застарілої конструкції С/34. Оснащення такого потужного корабля несучасним озброєнням зумовлено відсутністю сучасніших зеніток на складах Круппа і Rheinishe Metallwarenfabrik, де були тільки гармати на лафетах старої конструкції. Решта гармат були передані на проданий в Радянський Союз недобудований крейсер Lutzow. Згода німецького морського командування на установку цих гармат дозволило витримати термін здачі корабля в експлуатацію в серпні і таким чином виграли час для виробництва потрібної кількості нових гармат до кінця року. Решта, досконаліші установки Dopp.L.C / 37, були змонтовані під час стоянки лінкора в Готенгафені 4—18 листопада 1940 року.
У зенітних установках обох систем використовувалося однакова 105-мм гармата лейнерна конструкції, з вертикальним клиновим затвором.
Основна відмінність нової конструкції зенітної установки була в застосуванні швидших механізмів наведення. Крім того, нова конструкція була дещо легшою. Зовні вони незначно відрізнялися формою захисних кожухів.
Кожна гармата мала своє позначення і аналогічно гарматам калібру 150-мм називалися правобортними і лівобортними, з нумерацією, починаючи від носа.

##### Легка зенітна артилерія
До складу зенітного озброєння ближньої дії лінкора входили 16 автоматичних гармат SK.C/30 калібру 37 мм, розміщених на лафетах LC / 30 в спарених установках на напівкруглих обертових платформах. Ці досить вдалі установки вироблялись на заводі Rheinishe Metallwarenfabrik.
Вони мали чудову трикоординатну орієнтацію на ціль з великими кутами піднесення стволів — від +85 до −10 градусів. Теоретична скорострільність 80 пострілів за хвилину, але практично становила лише 30 пострілів, що пояснювалося ручним завантаженням снарядних магазинів на гармату. Установки не мали жодного броньового і протиосколкового захисту, що характерно для подібного озброєння у всіх флотах. Від атмосферних опадів установки захищалися брезентовими чохлами, а стволи гармат і прицільні пристосування ховалися до того ж додатковими чохлами.
Розміщувалися гармати наступним чином: 2 установки на нижній надбудовній палубі, відразу за вежами «В» і «С» головного калібру. Ще 2 і установки — в районі носового 7-метрового далекоміра, трохи нижче капітанського містка. Останні 4 були встановлені на кормовій надбудові в районі кормової бойової рубки.

##### Зенітні кулемети
«Бісмарк» мав стандартне для німецького флоту зенітне озброєння і відповідно до нього отримав 12 одноствольних зенітних кулеметів MG.C/30 калібром 20 мм з довжиною ствола 65 калібрів. Стволи знаходились в спеціальному кожусі з охолодженням і були встановлені на лафет L.C/30. Лафети забезпечували максимальний кут піднесення до +85 градусів, мінімальний — до −10 градусів.
На випробуваннях ці кулемети показали скорострільність до 280 пострілів за хвилину, як це й зазначено в технічному паспорті, але фактично вони мали нижчу скорострільність — близько 120 пострілів за хвилину. Це пояснювалося заміною циліндричних магазинів на плоскі — зручніші для обслуговування, але менш об'ємні. Ці магазини вміщували тільки 20 патронів, і біля кожної установки постійно знаходився запас з п'яти магазинів. Установки були обладнані спеціальною сіткою для вилову стріляних гільз.
Розміщувалися кулемети на палубі, в надбудовах і спеціальній платформі навколо димаря. У похідному положенні вони закривалися брезентовими чохлами.
В кінці квітня 1941 року, під час перебування лінкора в Данцигу, на ньому були додатково встановлені чотирьохствольні 20-мм зенітні автомати MG.C/38 з довжиною ствола 65 калібрів (1300 мм) на вдосконалених лафетах L.C/38. Кути піднесення стволів на цих лафетах не відрізнялися від установок L.C/30, але скорострільність була явно вищою — теоретична до 500, а фактична до 200 пострілів за хвилину для кожного ствола. Установка ж чотирьох стволів на одному лафеті забезпечувала вчетверо більшу щільність вогню.
Нові зенітки були змонтовані безпосередньо на даху кормової бойової рубки. Такі ж установки були змонтовані на прожекторній платформі навколо димаря і по обидва боки містка замість знятих 20-мм установок L.C/30.

### Авіація
Як і більшість інших лінійних кораблів, «Бісмарк» був оснащений авіацією для розвідки, патрулювання, і артилерійського наведення. 4 гідроплани Arado Ar 196 були розміщені на «Бісмарку», хоча максимальна кількість могло б досягати шести в разі потреби. Вони були дуже міцними й добре озброєними, єдиними літаками з подвійними поплавками. 2 літаки були розміщені в 120-метровому подвійному ангарі під грот-щоглою, решта 2 — в одномісних ангарах (60 метрів) по обидві сторони від труби всередині корабля. Щоб зберегти простір, їхні крила могли бути складені. Ця авіація належала 1-й ескадрильї 196-ї розвідувальної групи, сформованої перед війною в 1937 році.
Авіація запускалася з довгої подвійної катапульти (32 метри), яка могла бути збільшена телескопічно до 48 метрів. Ця катапульта була розташована в середині корабля між грот-щоглою і трубою і могла розгортатися в обидві сторони. Після завершення місії, літак приземлявся на водну поверхню поруч з бортом корабля, потім його підіймали на борт одним з 12-тонних кранів. Як тільки літак підіймали з води, 2 інших невеликих крани під платформою прожектора труби допомагали встановити авіацію в ангари.

### Засоби зв'язку, виявлення, допоміжне обладнання
«Бісмарк» був введений в дію без усіх трьох головних КДП і без чотирьох кормових 105-мм установок. Верхній і кормовий далекоміри і відсутні зенітки (нової моделі LC/37) були встановлені в жовтні-листопаді 1940 року. В період випробувань лінкора на Балтиці наприкінці 1940 року були виявлені деякі вади, які виправили незабаром по приходу корабля в Гамбург протягом грудня-січня:
- вентиляційні отвори в барбеті башти «Бруно» зменшені й дістали захист від бризок;
- розтруб кормового вентилятора лівого борту розгорнутий до корми;
- 2 великих вентиляційних вікна з обох сторін надбудови (приплив і відтік повітря з машинного відділення) отримали захисний кожух, що виключає потрапляння бризок;
- великі вентиляційні люки з обох сторін надбудов в районі катапульт і крана закриті приблизно до 1/3 висоти;
- по обидва боки катапульти встановлені робочі містки;
- знятий 10.5-метровий далекомір з вежі Anton, утворені отвори заглушені броньованими листами.

У березні 1941 року на корабель встановили носовий 7-метровий далекомір, а наприкінці квітня — 2 одиничних 20-мм автомати на прожекторному майданчику баштоподібної надбудови замінені зчетвереними «Фірлінг» (загальне число 20-мм стволів досягло 18).

## Похід в Атлантику
Похід броненосця "Bismarck" в Атлантиці та його результати:
Початок Походу:
У травні 1941 року "Bismarck" та легкий крейсер "Prinz Eugen" вирушили в місію "Брейксіт", яка передбачала атаки на конвої Сполученого королівства. Цей похід визначався стратегічним бажанням Німеччини контролювати Атлантичний океан і завдається великих збитків британському та американському торговельним флотам.
Битва при Данемаркіях:
Під час першої зустрічі з британським флотом 23 травня 1941 року, "Bismarck" разом з "Prinz Eugen" вступив у бій з британськими кораблями, що призвело до руйнівного знищення легендарного лінійного крейсера "Hood" Великої Британії. Це була велика перемога для Німеччини, але призвела до збільшення концентрації сил на ліквідацію "Bismarck".
У цій битві паливні баки «Бісмарка» було пошкоджено, однак він спромігся відірватися від переслідування важких крейсерів «Норфолк» і «Саффолк». Його метою було дістатися порту Брест для ремонту. Супутник лінкора, важкий крейсер «Принц Ойген», за рішенням віцеадмірала Г. Лют'єнса, продовжив свою рейдерську місію, вирушивши далі вглиб Атлантики.
Після поразки у Данській протоці морські й повітряні судна Королівського флоту і Королівських ВПС розшукували «Бісмарк» по всій акваторії Північної Атлантики протягом більше двох днів.У результаті поєднаної роботи британських, канадських та норвезьких сил, корабель був локалізований.
Полювання на пошкоджений німецький лінкор почалося після того, як у другій половині дня 26 травня британський розвідувальний літак «Каталіна» виявив «Бісмарк» за масляним слідом і завдяки інтерференції світла, слід можна було легко помітити.
Битва відбулася в чотири основні етапи.
На першому етапі британська палубна авіація з британського авіаносця «Арк Роял» завдала низку повітряних ударів торпедоносцями «Сордфіш», які вивели з ладу стерновий механізм «Бісмарка» і, таким чином, заклинили його рулі.
Другий етап включав стеження й переслідування «Бісмарка» протягом ночі з 26 на 27 травня британськими есмінцями. Есмінці «Сикх», «Козак», «Зулу», «Маорі» і польський ORP «Піорун» усю ніч переслідували пошкоджений «Бісмарк», періодично атакуючи його торпедами, але через потужну броню, не змогли завдати йому серйозних ушкоджень. Третя фаза включала ранкову атаку британських лінкорів «Король Георг V» і «Родні», за підтримки крейсерів. Після 100 хвилин запеклого бою «Бісмарк» був затоплений екіпажем внаслідок комбінованого ураження артилерійськими снарядами, влучання торпед і пожежі, що сталася на борту. Британський лінкор «Родні» дістав легкі пошкодження.
Перш, ніж відійти з поля битви, британські військові кораблі врятували 111 моряків з «Бісмарка», однак, через загрозу появи німецьких підводних човнів, залишили кількасот людей напризволяще.
На завершальному етапі бою, під час відходу, британські кораблі були атаковані літаками Люфтваффе, в результаті чого британці втратили есмінець «Машона», а німецькі кораблі й підводні човни прибули на місці загибелі «Бісмарка» пізніше та врятували ще п'ятьох членів екіпажу, котрі вцілили та трималися на уламках корабля.
Потоплення лінійного корабля "Bismarck" визначало кінець його загрози британському судноплавству в Атлантиці. Це подія великої важливості, оскільки вона позначила на поразку одного з найпотужніших бойових кораблів війни та змінила динаміку морських сил у цій частині світу.

## Місце потоплення
«Бісмарк» затонув у точці з координатами 48°10′ пн. ш. 16°12′ зх. д., за 380 миль на південний захід від ірландського міста Корк. Місце загибелі виявила 8 червня 1989 року експедиція Роберта Балларда, який раніше знайшов «Титанік», і, за міжнародними законами, вважається військовим похованням. 2002 року Джеймс Камерон, режисер фільму «Титанік», використовуючи підводні апарати «Мир» російського науково-дослідного судна «Академік Мстислав Келдиш», провів знімання для документального фільму «Експедиція: Бісмарк». Отримані знімки пошкоджень кормової частини корабля підтвердили наявність серйозних помилок у конструюванні корпусу, що призвели до втрати керування внаслідок пошкодження керма. На 2013 рік до місця потоплення відбулось шість експедицій.

## Відомі члени екіпажу
- Непотоплюваний Сем — корабельний кіт.

### Офіцерський корпус
- Капітан-цур-зее Ернст Ліндеманн — командир корабля.
- Фрегаттен-капітан Ганс Ельс — 1-й офіцер.
- Корветтен-капітан Адальберт Шнайдер — 1-й артилерійський офіцер.
- Корветтен-капітан Гельмут Альбрехт — 2-й артилерійський офіцер.
- Корветтен-капітан Вольф Ноєндорф — навігаційний офіцер.
- Корветтен-капітан-інженер Вальтер Леманн — головний інженер.
- Корветтен-капітан Макс Ролльман — черговий офіцер.
- Корветтен-капітан Курт-Вернер Райхард — офіцер розвідки.
- Корветтен-капітан Вільгельм Фрейтаг — інженер-електрик
- Корветтен-капітан адміністративної служби Рудольф Гарткопф — адміністративний офіцер.
- Капітан-лейтенант барон Буркард фон Мюлленгайм-Рехберг — 4-й артилерійський офіцер.
- Капітан-лейтенант Карл Геллерт — керівник ППО.
- Капітан-лейтенант Рудольф Тролль — 1-й вахтовий офіцер.

З усіх вище згаданих офіцерів вижив лише барон фон Мюлленгайм-Рехберг.

### Штаб флоту
- Адмірал Гюнтер Лют'єнс — командувач флотом.
- Контрадмірал медичної служби, доктор медицини Ганс-Релефф Ріге — начальник санітарної служби флоту.
- Капітан-цур-зее Гаральд Нецбрандт — начальник штабу флоту.
- Фрегаттен-капітан Пауль Ашер — 1-й офіцер Адмірал-штабу.
- Фрегаттен-капітан Еміль Мельмс — 2-офіцер Адмірал-штабу.
- Фрегаттен-капітан-інженер Карл Таннеманн — начальник інженерної служби флоту.
- Корветтен-капітан Ганс Нічке — 4-й офіцер Адмірал-штабу.
- Старший радник військового суду, доктор права Едуард Лангер — начальник судової служби флоту.
- Майор Фріц Гроге — офіцер зв'язку люфтваффе.

Всі члени штабу флоту загинули під час останнього бою «Бісмарка».
Однак, вдалось вижити коту на прізвисько «Непотоплюваний Сем».